# Story of the Year (EP)
Story of the Year es un EP de esta misma banda, puesto a la venta cuando eran conocidos bajo el nombre de Big Blue Monkey. Fue lanzado en mayo de 2002 por Criterion Records. Se vendieron alrededor de 3000 copias.[cita requerida]

## Lista de canciones
1. "Story of the Year" - 3:44
2. "Light Years Away" - 3:11
3. "Razorblades and Cupcakes" - 4:25 (Posteriormente "Razorblades" en Page Avenue)
4. "So Far So Good" - 3:23
5. "In Her Bedroom" - 10:10